# Bedřich Antonín Wiedermann

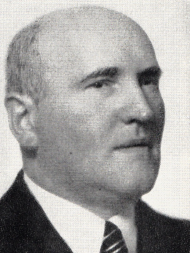
Bedřich Antonín Wiedermann

Bedřich Antonín Wiedermann (Ivanovice na Hané, 10 november 1883 – Praag, 5 november 1951) was een Tsjechisch componist, muziekpedagoog en organist.

## Leven
Wiedermann kreeg zijn basisopleiding aan het Jiráskověgymnasium te Praag, waar hij in 1903 zijn eindexamen deed. Hij studeerde tot 1908 in het klooster Olomouc theologie aan het aldaar gevestigde seminarie. Aansluitend studeerde hij aan het Praags Conservatorium orgel bij Josef Klička en compositie bij Vítězslav Novák. Hij werd een korte tijd organist in Brno, om later van 1911 tot 1917 organist in het klooster Emmaus in Praag te worden waar hij zich verdiepte in het gregoriaans. 
Hij maakte concertreizen naar de Verenigde Staten en het Verenigd Koninkrijk in 1924, Duitsland in 1925, Zweden in 1926 en België in 1935. 
Van 1917 tot 1919 was Wiedermann eerst docent en werd later professor voor orgel aan het Conservatorium van Praag. Hij was eveneens professor aan de Akademie múzických umění (Academie van de muzikale Kunsten) te Praag tot 1948. Tot zijn leerlingen behoren bekende organisten als Miroslav Kampelsheimer, Josef Kuhn, Jiří Reinberger, Jiří Ropek, Milan Šlechta en andere. 
Als componist schreef hij rond 300 werken, waarvan maar weinig gepubliceerd is. Een groot deel van de manuscripten van zijn oeuvre bevindt zich in musea (o.a. Tsjechische Museum voor Muziek), in kloosterbibliotheken en in privébezit.

## Composities

### Missen, cantates en gewijde muziek
- 1939 Kavířská, cantate voor alt solo, gemengd koor en orgel
- 1941 Kantáta ve starém slohu

### Werken voor koor
- 1935-1936 Dva mužské sbory
- 1945 Na křidlech vánku
- Meditabor- Podnázev a Offertorium in Dominica I. Quadragesime Scapulis suis, motet

### Vocale muziek
- 1905 Ave Maria, voor sopraan en orgel
- 1912 Capriccietto, voor sopraan en orgel
- 1913 Tři písně v lidovém tónu moravském
- 1913 Mír
- 1915 O salutaris hostia, voor sopraan en orgel
- 1920 Váno¿ní elegie, voor sopraan en orgel
- 1929 H¿íšní právem slujem, voor sopraan en orgel
- 1929 Oslavuj Pána, voor sopraan en orgel
- 1930 Jezu, žití duše mojí, voor sopraan en orgel
- 1933 Tribulationes cordis mei - Offertorium in Dominica II. Quadragesimae, voor sopraan en orgel
- 1935 Nechte jít mne tam, voor sopraan en orgel
- 1936 Hanácké kolede
- 1943 Humoreska, voor sopraan en orgel
- 1948 Hanácke pěsničke
- Tribulationes cordis mei, voor sopraan en orgel

### Kamermuziek
- 1920/1939 Suita ve starém slohu, voor viool en piano

### Werken voor orgel
- 1912/1931 Tři skladby voor orgel
  1. Toccata a fuga in f-klein (1912)
  2. Elegie (1920)
  3. Scherzo (1931)
- 1919-1928   Tři chorální předehry
- 1933 Impetuoso
- 1935-1944 Míťova ukolébavka
- 1937 Variace a dvojitá fuga na moravskou národní píseň z doby Napoleonovy
- 1939 Ukolébavka
- 1942 Notturno
- 1942 Pastorale dorico
- 1946 Pod československou vlajkou a rudým praporem
- 1948 Variace na vlastní téma (Variaties over een eigen thema)
- 1954 Pastorale lydico
- Dvě chorální předehry
- Hlas prisny v temnostech zni
- Oblíbené
- Toccata e klein
- Two Christmas Lullabies

### Werken voor piano
- 1936 Svatební pochod a la Händel
- 1945 Stále vpřed

- Bibsys: 6066678
- Bibliothèque nationale de France: cb14838829k (data)
- Gemeinsame Normdatei: 139148841
- International Standard Name Identifier: 0000 0000 7123 0891
- Library of Congress Control Number: no96011337
- MusicBrainz: 7cafd5dd-14f6-4e73-b9f3-f3387cadf3f7
- Nationale Bibliotheek van Tsjechië: jk01151641
- Nationale Bibliotheek van Israël: 987007409050705171
- Virtual International Authority File: 17491240
- WorldCat: E39PBJth8bvBdVtdqVqbYrryVC